# Backåkra

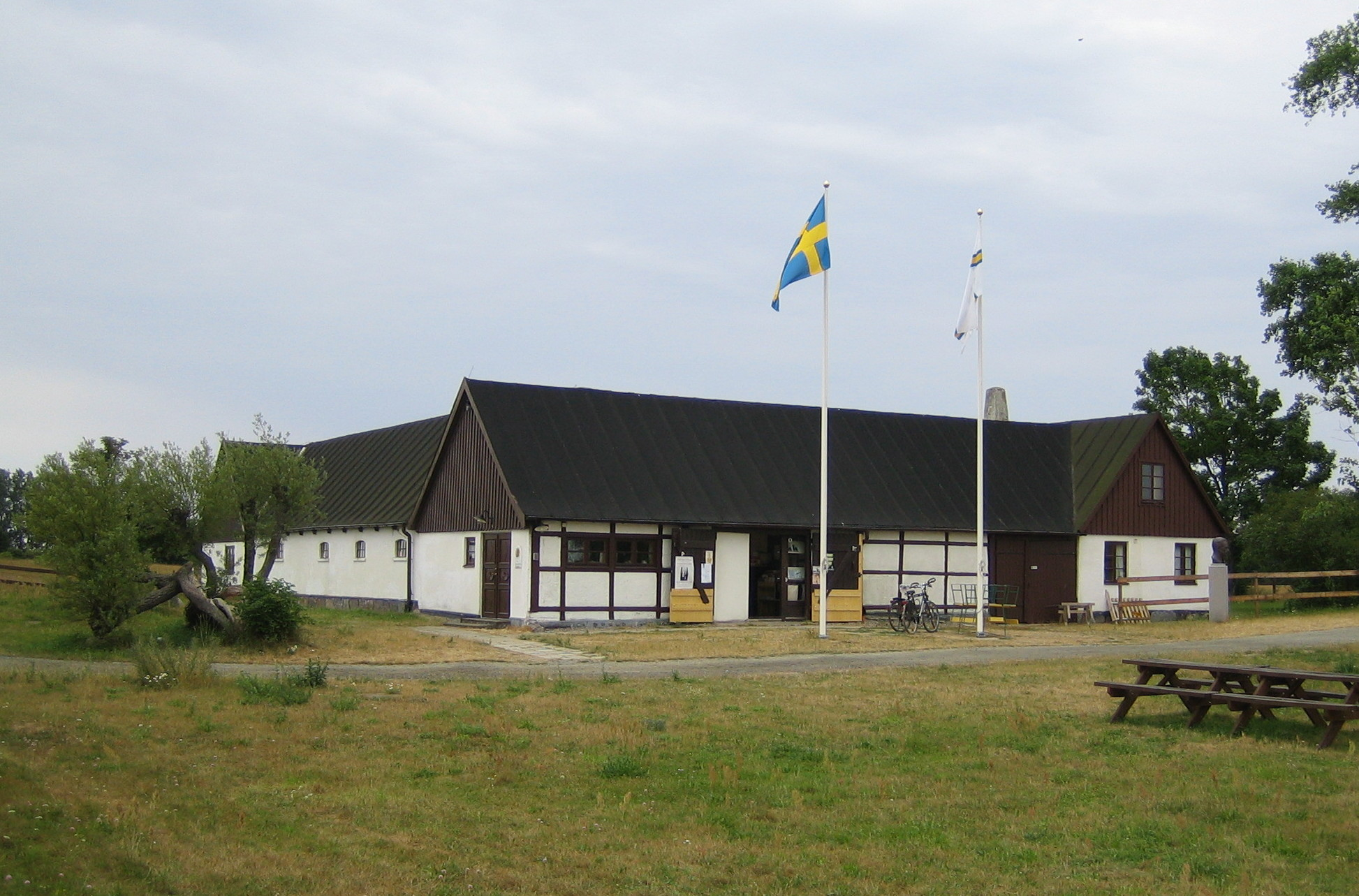
Dag Hammarskjölds Backåkra 2006.

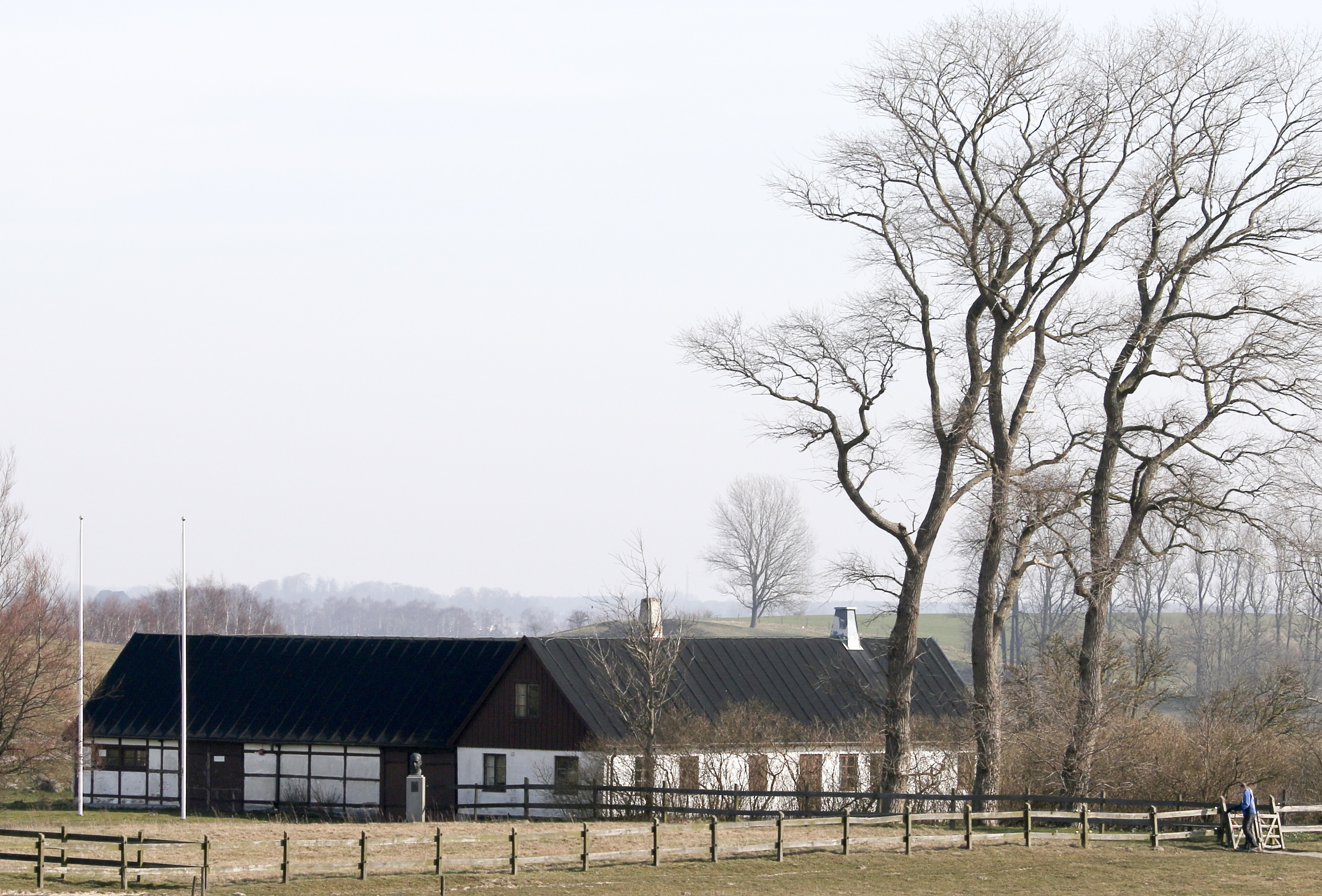
Backåkra 2016.

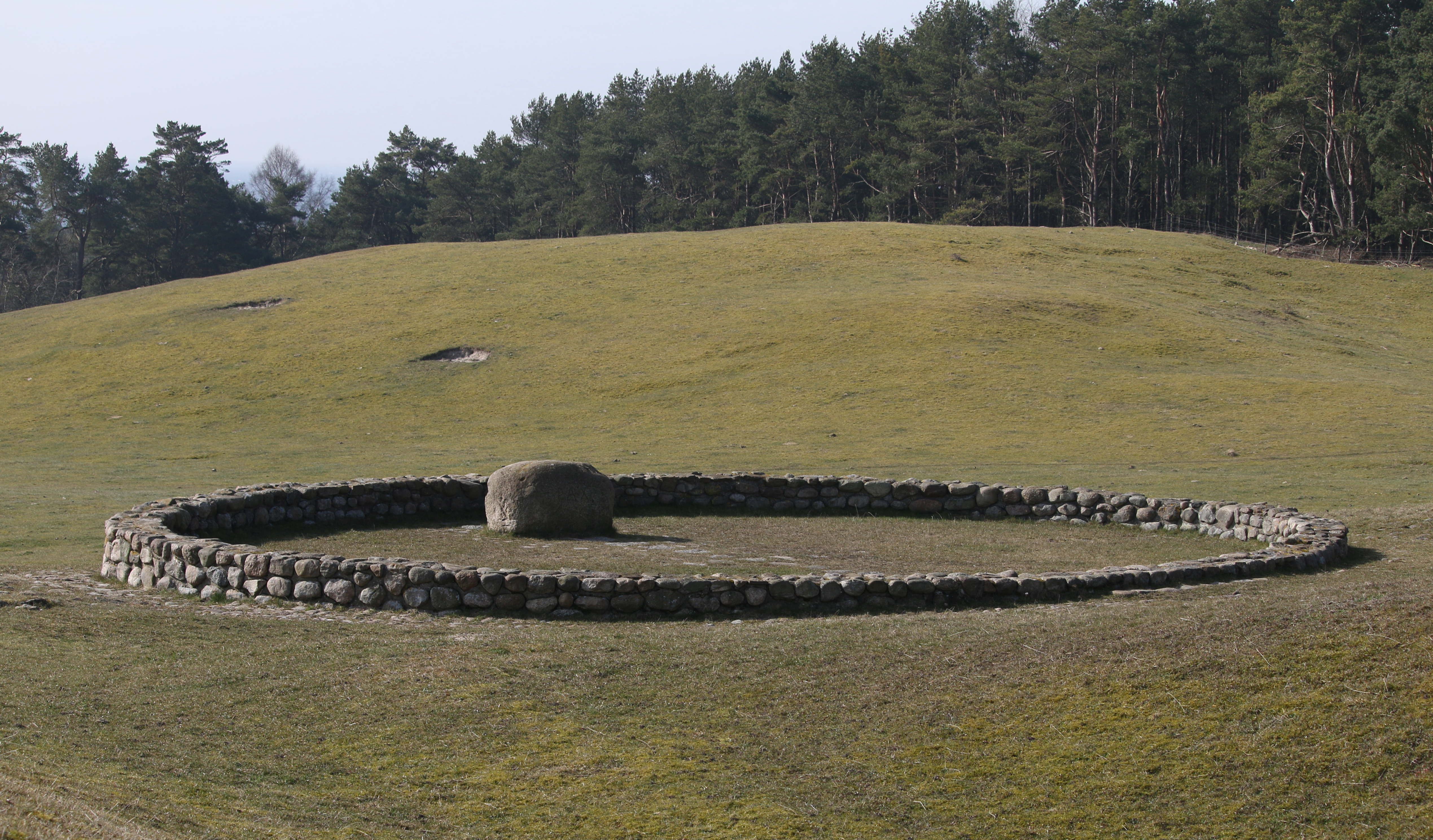
Meditationsplatsen i naturreservatet.

Dag Hammarskjölds Backåkra är en fyrlängad gård belägen i Ystads kommun mellan Löderups strandbad och Sandhammaren som sedan 2015 ägs av Stiftelsen Dag Hammarskjölds Backåkra. Verksamheten innefattar museum, konferens, café och liten bokhandel. 

## Historik
Gården köptes av Dag Hammarskjöld 1957 och hit hade han tänkt flytta efter att han gjort sina tio år som generalsekreterare i Förenta nationerna – men Hammarskjöld hann aldrig bo på Backåkra före sin plötsliga död 1961. Han hade sedan tidigare en stuga i närliggande Sandhammarskogen. Gården med inventarier testamenterades till Svenska Turistföreningen (STF) i vars styrelse Dag Hammarskjöld var engagerad. Gården köptes in med hjälp av konstnären Bo Beskow som också var utsedd i testamentet att möblera gården. Enligt testamentet skulle Svenska Turistföreningen skapa en samlingsplats för natur och kulturvård och andra ändamål som tjänar Förenta nationernas syften. Efter Hammarskjölds önskan om ett kristet kapell på platsen har inretts en meditationsplats, som invigdes av biskop Martin Lindström. Den södra längan fick Svenska Akademien tillgång till. Svenska Turistföreningen skapade ett museum över Dag Hammarskjöld. Museet stängdes efter sommaren 2011 på grund av renoveringsbehov.
I november 2015 tog Stiftelsen Dag Hammarskjölds Backåkra över ägandet från Svenska Turistföreningen och under 2016–2017 renoverades Backåkra för att återigen öppnas för allmänheten hösten 2017. Stiftelsen Dag Hammarskjölds Backåkra har grundats av Svenska Akademien, Hammarskjöldska släktföreningen och Svenska Turistföreningen, med bidrag från bland annat Stiftelsen Marcus och Amalia Wallenbergs Minnesfond.
Backåkra ligger vid naturreservatet Hagestad och de 30 hektaren som gården omfattade inrättades i samband med Dag Hammarskjölds köp till ett eget naturreservat Backåkra. Den ligger i en däld på ljungheden bakom den tallskog som planterats för att binda sanden längs Hagestads naturreservats sandstrand.

### FN:s säkerhetsråds arbetsmöte 2018
Den 21–22 april 2018 höll FN:s säkerhetsråd sitt årliga arbetsmöte på Backåkra. Det var första gången någonsin som arbetsmötet hölls utanför USA. Vid mötet deltog förutom säkerhetsrådets 15 FN-ambassadörer även FN:s generalsekreterare António Guterres, Sveriges statsminister Stefan Löfven, Sveriges utrikesminister Margot Wallström samt FN:s särskilda sändebud till Syrien, Staffan de Mistura.